# Bison bison bison
O bisonte-das-planícies (Bison bison bison), ou bisão-das-planícies. é uma subespécie do género Bison e espécie Bison bison (bisonte-americano), da família Bovidae, um mamífero ungulado e ruminante.
A outra subespécie é o bisonte-da-floresta (Bison bison athabascae). Já foi sugerido que o bisonte-americano desta subespécie poderia ainda estar dividido numa subespécie setentrional (Bison bison montanae) e uma meridional, havendo um total de três, mas esta teoria não é admitida.
O bisonte-da-planície foi introduzido numa série de locais da América do Norte. É um animal muito presente em jardins zoológicos de todo o mundo. Há uma população residente no parque nacional de Yellowstone.

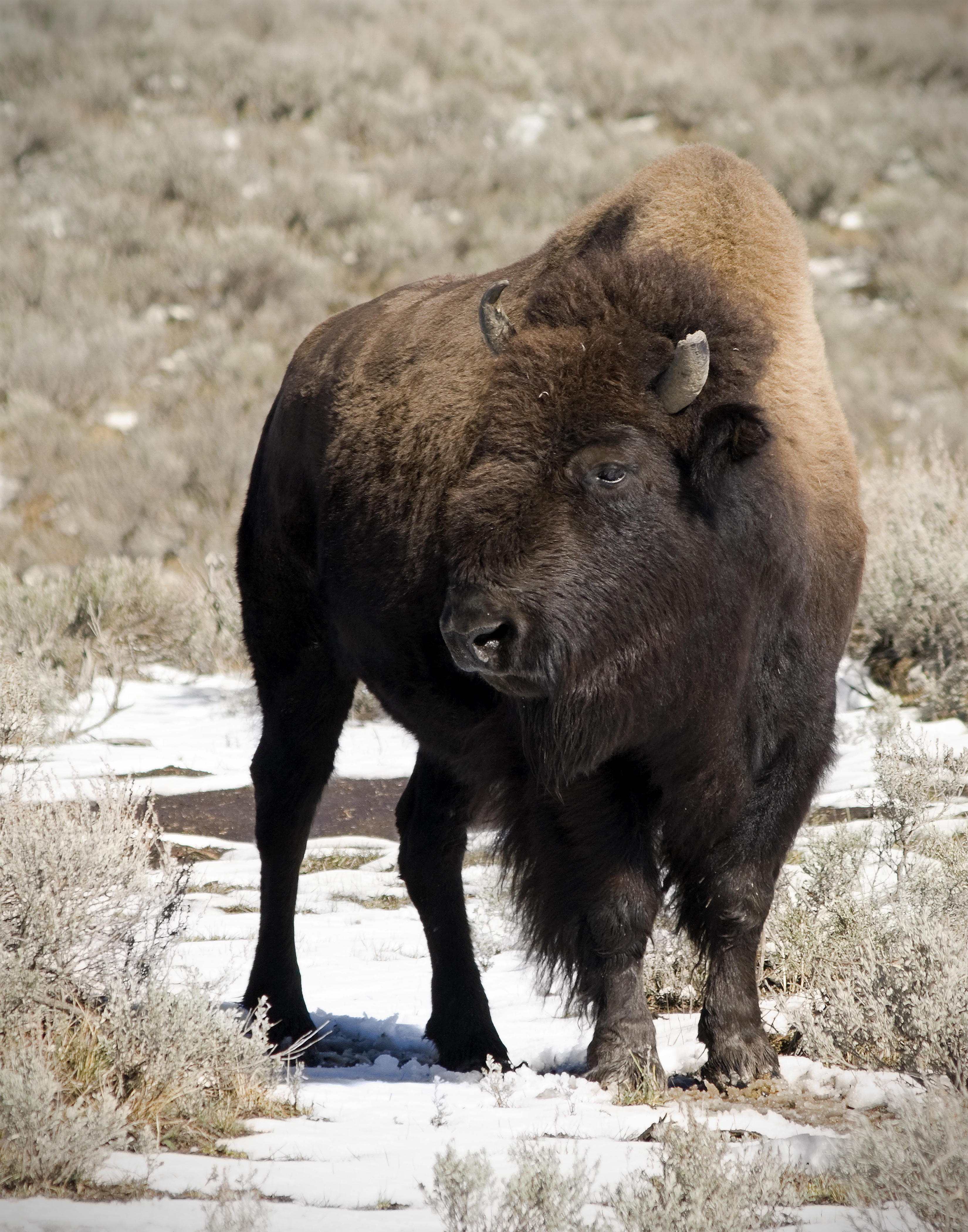
Bisonte "Bison bison bison" em Yellowstone